# Ole Johan Samsøe

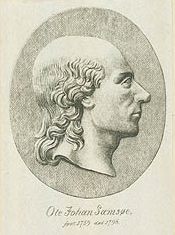
Ole Johan Samsøe.

Ole Johan Samsøe, född 2 mars 1759 i Næstved, död 23 januari 1796, var en dansk författare.
Samsøe är mest bekant för sin sentimentala historiska tragedi Dyveke (1796), som under många år spelades på Det kongelige Teater i Köpenhamn. Han skrev ävenit nordiska berättelser i tidens ossiansk-sentimentala stil. Hans efterlämnade diktning av Knud Lyne Rahbek utgavs samma år som han dog.